# Триллинг, Лайонел
Лайонел Триллинг (англ. Lionel Mordecai Trilling, 4 июля 1905, Нью-Йорк — 5 ноября 1975, там же) — американский литературный критик, писатель, преподаватель, один из наиболее влиятельных интеллектуалов Америки в 1940-е — 1970-е годы.

## Биография
Родился в еврейской семье, отец — портной родом из Белостока, мать — из Лондона. Окончил Колумбийский университет, получил степень магистра искусств (1926). Преподавал в Висконсинском университете, Хантерском колледже. В 1932 году вернулся в Колумбийский университет, в 1938 году защитил там докторскую диссертацию о Мэтью Арнольде, много лет преподавал. Среди его студентов были Аллен Гинзберг, Джек Керуак, Синтия Озик, Леон Уисельтир, Норман Подгорец и др. С 1937 года сблизился с кругом нью-йоркских леволиберальных интеллектуалов, сложившимся вокруг журнала Partisan Review. Писал прозу, один из романов — Середина путешествия — опубликовал в 1947 году, ряд новелл и ещё один роман были опубликованы посмертно. Вёл активную литературно-критическую деятельность. В политике был последовательным антисталинистом, но держался в стороне от крайностей как либерализма, так и консерватизма (его промежуточная позиция не раз вызывала критику).

## Избранные публикации

### Проза
- The Middle of the Journey, роман (1947)
- Of This Time, of That Place and Other Stories, рассказы (1979)
- The Journey Abandoned: The Unfinished Novel, незавершенный роман (2008)

### Эссе
- Matthew Arnold (1939)
- E. M. Forster: A Study (1943)
- Либеральное воображение: эссе о литературе и обществе/ The Liberal Imagination: Essays on Literature and Society (1950)
- Противостоящая личность: девять критических эссе/ The Opposing Self: Nine Essays in Criticism (1955)
- Фрейд и кризис нашей культуры/ Freud and the Crisis of Our Culture (1955)
- A Gathering of Fugitives (1956)
- Beyond Culture: Essays on Literature and Learning (1965)
- Искренность и подлинность/ Sincerity and Authenticity (1972, по материалам Нортоновских лекций в Гарварде)
- Mind in the Modern World: The 1972 Thomas Jefferson Lecture in the Humanities (1973)
- Последнее десятилетие/ The Last Decade: Essays and Reviews, 1965-75 (1979)
- Говоря о литературе и обществе/ Speaking of Literature and Society (1980)
- The Moral Obligation to Be Intelligent: Selected Essays (2001, переизд. 2008)

## Признание
В 1969—1970 выступал в Гарварде в рамках Нортоновских лекций. В 1972 был избран Национальным фондом гуманитарных наук для открытия престижных Джефферсоновских лекций. Дважды получал стипендию Гуггенхайма: в 1947 и 1975 году.